# レディ・キラーズ
『レディ・キラーズ』（原題: The Ladykillers）は、2004年製作のアメリカ映画。コーエン兄弟制作のコメディ映画。頭脳明晰な犯罪者と敬虔な老婦人の「対決」を描く。

## 概要
1955年製作のイギリス映画『マダムと泥棒』のリメイクである。ただし、物語の舞台は1950年代のロンドンから現代のミシシッピ州に変更されている。オリジナル版はコーエン兄弟の好きな映画だったとされる。
当初は、長年コーエン兄弟制作映画で撮影監督を務めてきたバリー・ソネンフェルドが監督を担当するはずだった。しかしソネンフェルドが企画から身を引いたため、コーエン兄弟が代わりに監督することになったという。監督をすることはなかったものの、ソネンフェルドはプロデューサーの一人として映画にクレジットされている。これまでコーエン兄弟制作映画では兄のジョエルが監督、弟のイーサンが製作として別々にクレジットされていたが、本作品からは監督・製作共に兄弟による連名となっている。
映画は2004年3月26日に北米公開され、アメリカとカナダで約3900万ドル、それ以外で約3600万ドルの興行収入を挙げた。同年度のカンヌ国際映画祭でパルム・ドールの候補になったが、マイケル・ムーア監督の『華氏911』に敗れ受賞は出来なかった。マンソン夫人を演じたイルマ・P・ホールは審査員賞を受賞した。
劇中に登場する全ての古典楽器は骨董品ではなく、ジョニー・キャッシュ、ライ・クーダー、ジョージ・ハリスン、エルビス・コステロ、ピート・タウンゼント等々、超大物ミュージシャンに愛されるギター職人ダニー・フェリングトンによって本映画のために製作された。

## ストーリー
敬虔なクリスチャンであるマンソン夫人はミシシッピ州に住む未亡人。彼女の元に「貸し部屋」の張り紙を見つけた、非の打ち所のない態度の紳士が現れる。彼はゴースウェイト・ヒギンソン・ドア博士と名乗り、音楽仲間とともにルネサンス後期の宗教曲を練習したいと言って寝室と地下室を借りる。
しかし、彼は「教授」の通り名を持つ完全犯罪のプロフェッショナルだった。そんな教授が4人の犯罪エキスパートを率いて狙ったのは、船上カジノの金庫室。彼らは地上にあるカジノの金庫にマンソン夫人宅の地下室からトンネルを掘り、現金を強奪することに成功する。しかし、強盗の事が夫人に知られてしまい、教授は彼女の抹殺を企てる。

## 登場人物
教授
演 - トム・ハンクス、日本語吹替 - 江原正士
知略に長けた強盗団のリーダー。劇中ではゴースウェイト・ヒギンソン・ドアと名乗る。自称ラテン語と古代ギリシア語の学位を取得しており、ソルボンヌ大学で教鞭を取っていたらしい。『最後の晩餐』が飾られているのを見た瞬間ルネサンス後期の宗教曲を練習したいと言って、非常に紳士的な態度でマンソン夫人に取り入り、部屋を借りることに成功。新聞広告で集めたガウェイン、パンケイク、将軍、ランプたち4人の犯罪者と共に強盗を成功させるが、犯行が夫人にばれてしまい彼女を抹殺しようと画策する。
マンソン夫人
演 - イルマ・P・ホール、日本語吹替 - 青木和代
敬虔なクリスチャンで未亡人。ピクルスという名のネコを飼っている。教授に寝室と演奏の練習場所として地下室を提供する。教授たちが強盗犯であることを知ると、奪った金を返して教会に行くか、罪を償うために刑務所へ行くかの選択を彼らに強いる。
ガウェイン・マクサム
演 - マーロン・ウェイアンズ / ジェレミー・スアレス（幼少期）、日本語吹替 - 檀臣幸 / 喜田あゆ美（幼少期）
教授率いる強盗団の一員。清掃作業員としてカジノ船、『バンデットクィーン』に潜入し、情報収集や現金強奪後の偽装工作等を行う。ふて腐れた性格で一度女性客に手を出しクビになるが、賄賂で支配人を買収し復職。幼少のころは母親に暴力を振るわれていたらしい描写がなされマンソン夫人に母親のイメージがダブったりと感慨深い一面を持つ。
ガース・パンケイク
演 - J・K・シモンズ、日本語吹替 - 青野武
教授率いる強盗団の一員。特段に秀でた技能は無いが、重機材の諸々を扱えるエキスパート。オチャノコ（吹き替えでは「朝飯前」）が口癖。マイペースな性格で、相手の調子に関係なく自分の話をしたがる。掘削用の爆弾で誤って指を吹き飛ばしてしまった。過敏性腸症候群の患者。マウンテンという名の妻がいる。
将軍
演 - ツィ・マー、日本語吹替 - 佐々木梅治
教授率いる強盗団の一員。強盗作戦では東南アジアで長年掘削作業に従事していた経験を活かし、トンネル掘削の指揮を行う。冷静沈着で動じない図太い性格で、格闘能力に優れた愛煙家。妻とドーナツ店を経営しており、強盗が押し入ったときもあっさりと倒してしまう。
ランプ・ハドソン
演 - ライアン・ハースト、日本語吹替 - 小森創介
教授率いる強盗団の一員。掘削作業を担当。元はフットボールの選手だったが、選手としては技量に乏しくクビになってしまう。頭は極めて弱いように見えるが、実は意外な知恵者。マンソン夫人のことを「いいおばあさん」と言っており、根は優しい。ガースとは仲が良く従順だった。
ワイラー保安官
演 - ジョージ・ウォレス、日本語吹替 - 緒方賢一
マンソン夫人が住む町の保安官。大した事件も起きないため、毎日居眠りばかりしており、夫人の忠告も相手にしようとしない。
保安官代理
演 - ジョン・マコーネル、日本語吹替 - 島香裕
マンソン夫人が住む町の保安官代理。ワイラー保安官同様、居眠りばかりしている。
ガッジ社長
演 - スティーヴン・ルート、日本語吹替 - 宝亀克寿
カジノ船『バンディットクィーン』のやとわれ社長。ガウェインをクビにしたが、賄賂を渡されて復職させる。
マウンテン・ガール
演 - ダイアン・デラーノ、日本語吹替 - 藤生聖子
パンケイクの妻であるおさげ髪の中年女性。
ウィーマック・ファンジーズ
演 - ジェイソン・ウィーヴァー、日本語吹替 - 伊藤健太郎
『バンデットクィーン』で働いている清掃作業員。ガウェインに仕事の内容を教える。
ガウェインの母親
演 - ポーラ・マーティン、日本語吹替 - 西宏子
幼少のころのガウェインに体罰を行っていた描写がされた女性。
CMディレクター
演 - グレッグ・グランバーグ
ドッグフードの戦争編CM撮影を担当するディレクター。

## オリジナルとの相違点
- 物語の舞台をロンドンからミシシッピに移しておりストーリーの大まかな流れも異なっている。

- 窃盗団に対峙する老婦人はオリジナルでは、正義感溢れ所轄署で頻繁に近隣の懸念を訴える善良な市民だが、警察署長には半ば妄想癖があると看做されており、それ故思いもかけないラストに収束するが、本作ではアフリカ系アメリカ人で敬虔なクリスチャン、保安官にも居丈高なキャラクターへと変更されている。

- 本作では『最後の晩餐』が飾られているのを見た瞬間ルネサンス後期の宗教曲を練習したいと「教授」が老婦人に取り入るが、オリジナルはアマチュア音楽家の練習場所が無くて困っていたとだけ（但し本作でも演奏しているふりをして流すのは同じ『ボッケリーニのメヌエット』だがこれはルネサンス音楽ではない）。

- 窃盗団の強奪方法が全く異なる。本作では川岸のカジノをトンネルを掘って盗み出すシンプルなものとなったが、オリジナルでは現金輸送車の積荷を強奪して小包扱いで郵送し、何も知らない老婦人に駅まで受け取りに行かせるクライムコメディ映画中盤の山場。

- 窃盗団一人一人が死ぬ際に運ばれる手段が、本作ではゴミ運搬の船へと変わった。オリジナルでは老婦人宅裏手から真下を走る貨物列車に死体を落とす。

- 窃盗団の死ぬ順番が全く異なっており、本作では偶然やタイミングの悪さから次から次へと死んでいき、仲間割れで殺されるのは抜け駆けをしようとしたパンケイクとその妻のみだが、オリジナルでは仲間内で殺し合い最終的には銃撃戦にまでなってしまう。